# Lavaux-Sainte-Anne
Lavaux-Sainte-Anne (vallon nyelven: Li Vå-Sinte-Ane) kis belgiumi település Namur tartományban, Rochefort község része a Wimbe patak mentén. Az 1977-es közigazgatási reform előtt önálló község volt.
A néhány száz fős lakosság nagyrészt a kastély által vonzott idegenforgalomból él.

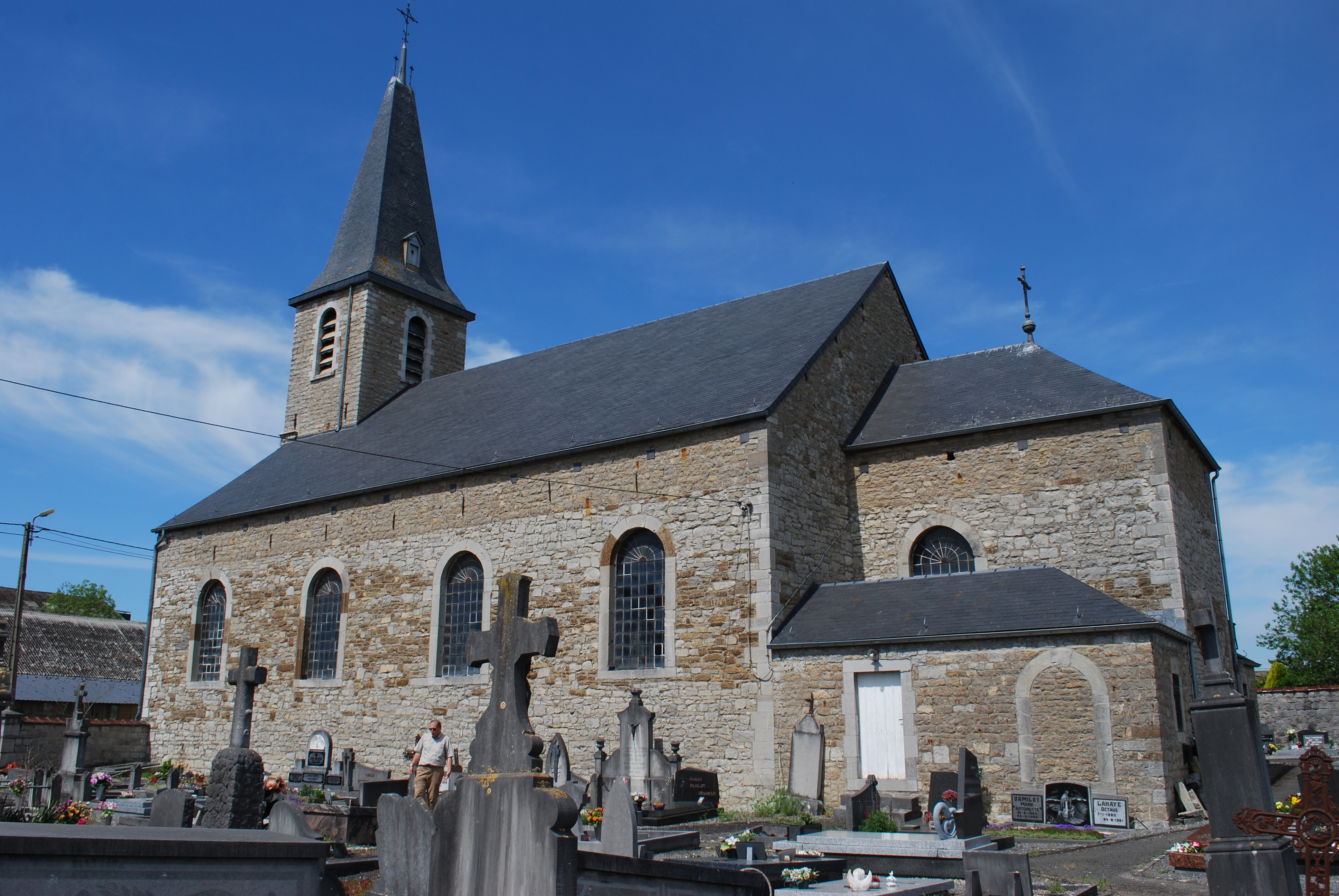
A falu temploma.
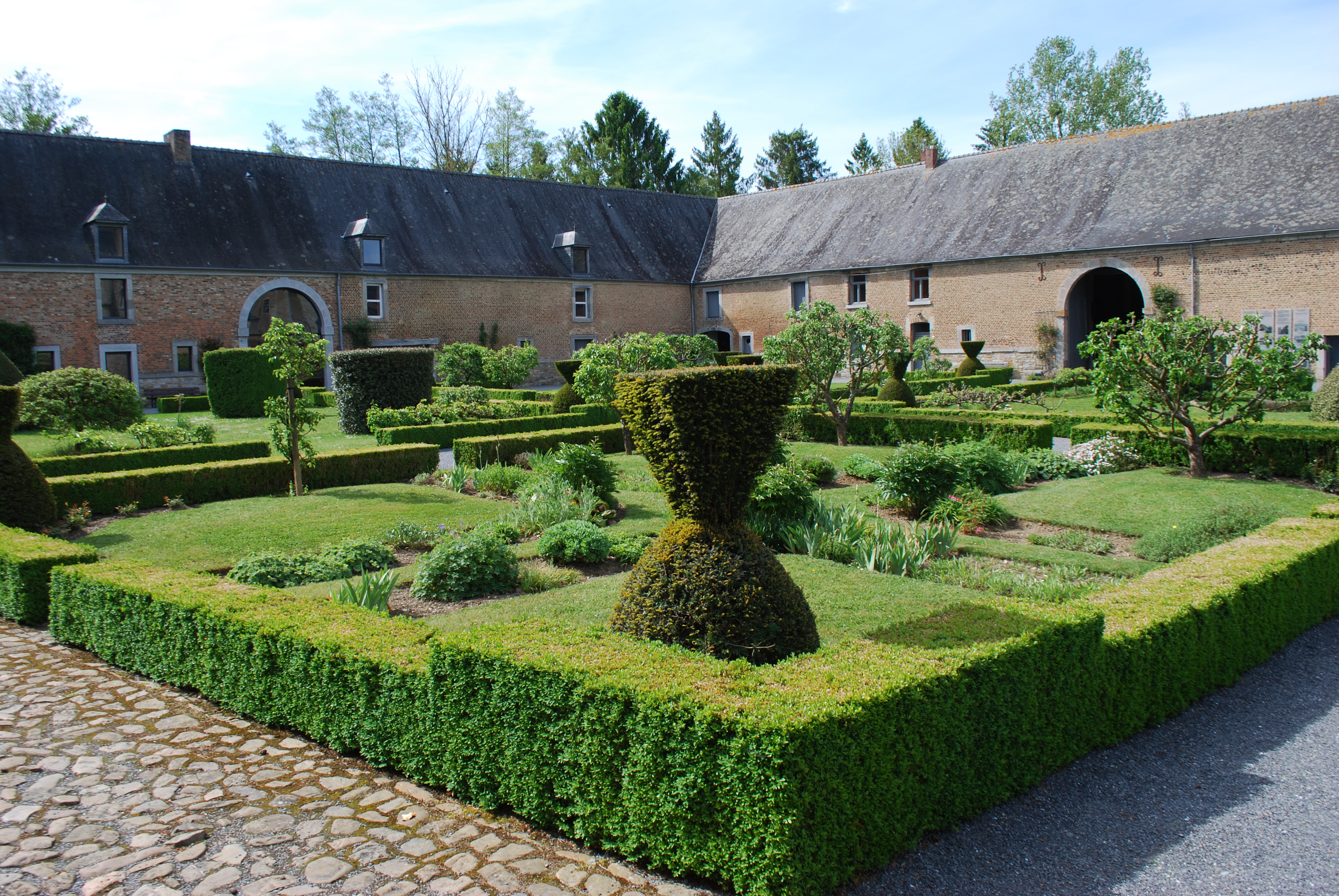
A kastély kertje.
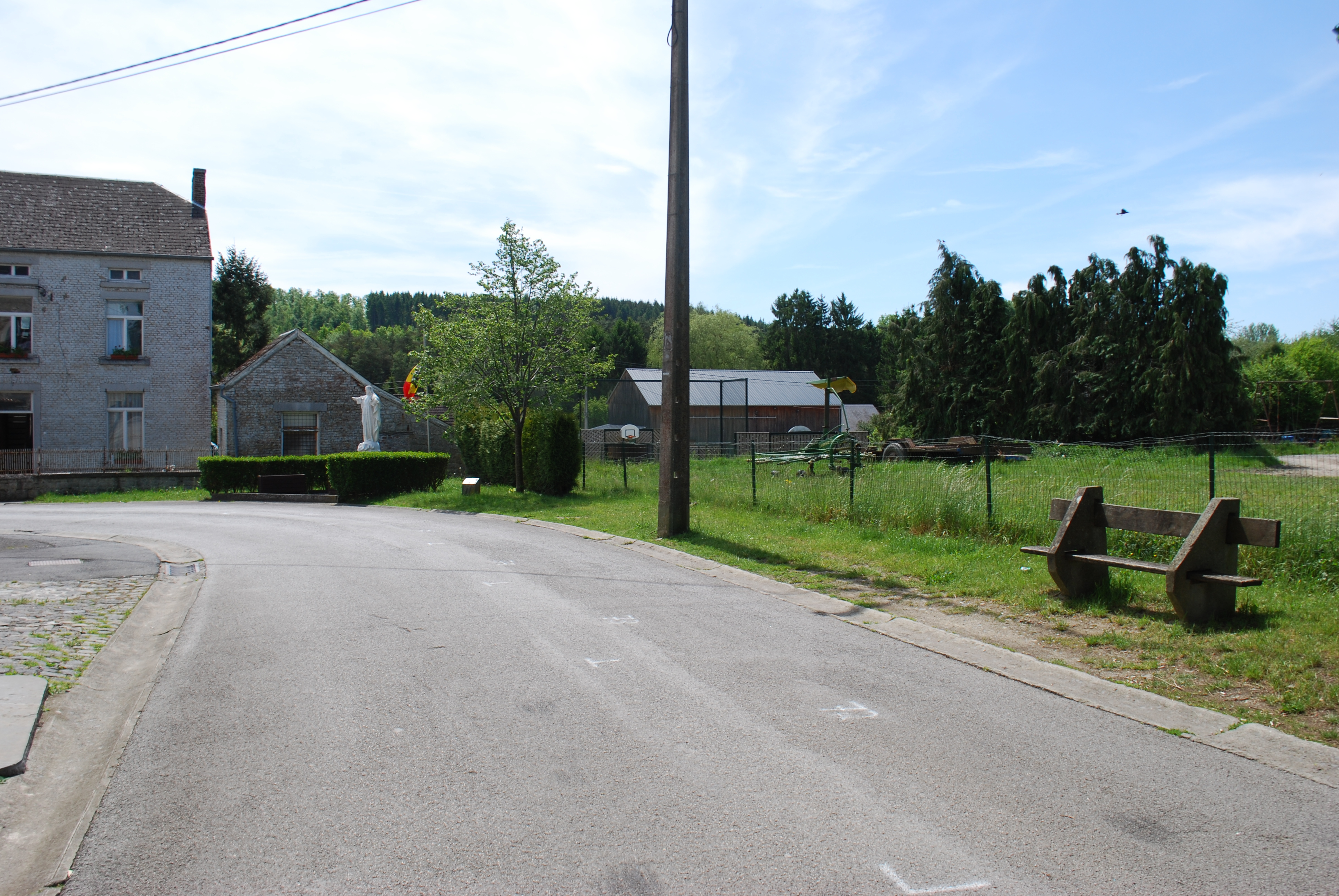
A falu egyik sarka a templom mellett.

## Népességének alakulása
- Források:NIS, Opm:1831 – 1970 népszámlálások

## Látnivalók
- Lavaux-Sainte-Anne várkastélya

## Fordítás
- Ez a szócikk részben vagy egészben  a   Lavaux-Sainte-Anne című holland Wikipédia-szócikk ezen változatának fordításán alapul.  Az eredeti cikk szerkesztőit annak laptörténete sorolja fel. Ez a jelzés csupán a megfogalmazás eredetét és a szerzői jogokat jelzi, nem szolgál a cikkben szereplő információk forrásmegjelöléseként.